# Cosmos: A Personal Voyage
Cosmos: A Personal Voyage was een populair-wetenschappelijke documentaireserie voor de televisie uit 1980 van dertien afleveringen van een uur over de geschiedenis en ontwikkeling van de (westerse) beschaving en wetenschap.

## Achtergrond
Het programma werd geschreven en gepresenteerd door de astronoom Carl Sagan, en is een coproductie tussen Sagans eigen bedrijf Carl Sagan Productions en het tv-station KCET uit Los Angeles. De serie werd het eerst uitgezonden in de Verenigde Staten van Amerika (op het publieke net PBS) en in Japan. Later volgden talrijke andere landen (in Europa onder meer België en Duitsland), waardoor aangenomen kan worden dat in totaal zo'n honderdvijftig miljoen tv-kijkers ze gezien hebben. De afleveringen waren doorspekt met persoonlijke speculatieve elementen van Sagan, die vooral in de Verenigde Staten nog steeds erg populair zijn. De serie is nog steeds verkrijgbaar, eerst op video en tegenwoordig op dvd.

## Afleveringen
1. The Shores Of The Cosmic Ocean (De kusten van de kosmische oceaan) - Aan boord van het "Spaceship of the Imagination" start de reis langs quasars, exploderende sterrenstelsels, sterrenclusters, supernova's en pulsars. Na terugkeer in het zonnestelsel wordt de bibliotheek van Alexandrië bezocht, de zetel van alle kennis op Aarde 2000 jaar geleden.
2. One Voice In The Cosmic Fugue (Eén stem in de kosmische fuga) - Kennis van 15 miljoen jaar evolutie, van microbe tot mensen, kan ons helpen te speculeren over andere levensvormen elders in de kosmos.
3. The Harmony Of The Worlds (De harmonie der werelden) - Historische re-creatie van Johannes Kepler, de 'laatste' wetenschappelijk astroloog en de 'eerste' moderne astronoom.
4. Heaven And Hell (Hemel en hel) - Na een afdaling door de helse atmosfeer van Venus volgt een onderzoek van het oppervlak van de planeet, kan het broeikaseffect op Aarde mogelijk tot een gelijke situatie leiden?
5. Blues For A Red Planet (Blues voor een rode planeet) - Is er leven op Mars? Twee, in 1975 gelanceerde, Viking-ruimtevaartuigen zoeken naar antwoorden op de rode planeet.
6. Travellers' Tales (Verhalen van reizigers) - De zoektocht naar rijkdom en kennis van de 17de-eeuwse Nederlandse (handels)reizigers wordt vergeleken met de Voyager-expedities naar Jupiter en Saturnus.
7. The Backbone Of Night (De ruggengraat van de nacht) - Ooit dacht men dat de sterren kampvuren aan de hemel waren en de Melkweg "de ruggengraat van de nacht". Wat zijn sterren? Een vraag die we ons nog steeds stellen.
8. Travels In Space And Time (Reizen in ruimte en tijd) - Hoe sterrenstelsels veranderen in miljoenen jaren tijd en de mogelijkheden om te kunnen tijdreizen.
9. The Lives Of The Stars (Het leven van sterren) - Middels computeranimaties wordt de geboorte, het leven en het sterven van sterren (hetgeen kan leiden tot neutronensterren of zwarte gaten) uitgebeeld.
10. The Edge Of Forever (De rand van de eeuwigheid) - Van de Big Bang tot de ontdekking van een uitdijend universum.
11. The Persistence Of Memory (De volharding van het geheugen) - Hoe genen, hersenen en boeken de informatie, ten behoeve van het menselijk overleven, opslaan. Dit middels onderzoek naar een ander intelligent wezen op Aarde, de walvis.
12. Encyclopedia Galactica (Encyclopedia Galactica) - Bestaan buitenaardse intelligenties? Hoe kunnen we dan met hen communiceren? Met behulp van de grootste radiotelescopen op Aarde en het ontcijferen van Egyptische hiërogliefen wordt gezocht naar antwoorden.
13. Who Speaks For Earth? (Wie spreekt namens de Aarde?) - Pleidooi om het leven te koesteren en 'onze' reis naar de kosmos te vervolgen.

## Muziek
De soundtrack van de serie werd voorzien van talrijke zorgvuldig uitgekozen muziekfragmenten, gaande van klassiek (Bach, Vivaldi, Pachelbel, Shostakovich) over volksmuziek (Japanse fluit, Bulgaars herderinnenlied ...) tot elektronische muziek van Vangelis. Op vraag van talrijke kijkers in de Verenigde Staten werd een selectie van de muziek uitgebracht op lp en muziekcassette, later ook op cd. De titel luidt: The Music of Cosmos. Selections from the score of the PBS television series Cosmos by Carl Sagan (RCA LP 5032).

## Cosmos: A Spacetime Odyssey
In maart 2014 werd door Fox en National Geographic Channel een opnieuw bewerkte versie van de tv-serie Cosmos uit 1980 uitgezonden onder de naam Cosmos: A Spacetime Odyssey. Deze is gemaakt met medewerking van de weduwe van Sagan Ann Druyan en werd gepresenteerd door astrofysicus Neil deGrasse Tyson.